# Гіппас Метапонтський
Гіппас Метапонтський (грец. Ίππασος, нар. 520 р. до н. е. Метапонт — пом. 480.) — давньогрецький філософ-піфагорієць, математик, теоретик музики.
Гіппас Метапонтський говорив, що є визначений час для зміни в світобудові і що Всесвіт обмежений і вічно рухомий. За словами Деметрія, ніяких творів він не залишив. Гіппас Метапонтський — можливий автор формул, за якими можна знаходити «трійки чисел», які задовільняють теорему Піфагора.
Гіппас цікавий тими положеннями своїх філософських прозрінь, в яких він не збігається зі своїм учителем Піфагором. Для Піфагора початковим наближенням до умоглядного споглядання архе (Αρχή) — прояви Божественної творчої сили, першооснови різноманіття явищ, є число. Для Гіппаса першим наближенням до умоглядних споглядання Архе є стихія «вогонь». Число ж у Гіппаса є першим наближенням до умоглядного споглядання логосу (Λογος) — прояви Божественного управління світом. Піфагор вважав, що влада в державі повинна належати найкращим, Гіппас же вважав, що влада повинна належати народу, розуміючи, що демократія має тенденцію скочуватися до плутократії або олігархії, він тим не менше віддавав перевагу демократії аристократії, мабуть вбачаючи можливість утримувати демократію від скочування до неправильної форми влади.

## Іраціональні числа
Гіппаса іноді згадують як відкривача існування ірраціональних чисел, за які його втопили у морі. Піфагорійці вчили, що всі числа можна представити як співвідношення цілих, і відкриття Гіппаса приголомшило їх. Однак, свідчення які пов'язують відкриття з Гіппасом плутані.